# دسك (غوهران)
دسك (بالفارسية: دسک) هي قرية تقع في إيران في قسم غوهران الريفي. يقدر عدد سكانها بـ 106 نسمة بحسب إحصاء 2016.